# 虍部
虍部（）は、漢字を部首により分類したグループの一つ。
康熙字典214部首では141番目に置かれる（6画の24番目、申集の2番目）。

## 概要
「虍」字は『説文解字』によるとトラの皮の斑紋を意味し、その形に象るという。古文字を見ると、「虎」という字全体でトラを側面から見た形に象っており、「虍」字はその頭と前足部分と考えられる。
偏旁の意符としてはトラに関することを示す。このとき「虍」は上の冠の位置に置かれ、左側を覆う形になる。また「彪」や「號」のように「虎」字が同様に虎に関することを示す意符となることもある。現在虍部に属する漢字のうち、「虍」ではなく「虎」を意符とするものについては、『説文解字』で「虎部」に収められていた。また「虚」や「虜」のように声符として使われるものもある。
虍部は上記のような意符を構成要素とする漢字を収める。また「虚」「虜」「處」のように声符として持つ漢字も収められている。
UnicodeのCJK部首補助では「虍」に対する変形に準ずる扱いとして「虎」の字形が登録されている。

## 部首の通称
- 日本：とらがしら・とらかんむり
- 中国：虎字頭
- 韓国：범호부 (beom ho bu、トラの虍部)・범호머리（beom ho meori、トラの虎頭）
- 英米：Radical tiger

## 部首字
虍
- 中古音
  - 広韻 - 荒烏切、模韻、平声
  - 詩韻 - 虞韻、平声
  - 三十六字母 - 暁母
- 現代音
  - 普通話 - ピンイン：hū 注音：ㄏㄨ ウェード式：hu1
  - 広東語 - Jyutping:fu1 イェール式:fu1
- 日本語 - 音：コ（漢音・呉音）
- 朝鮮語 - 音：호(ho) 訓：호피무늬（hopi muneui、虎皮の紋様）

## 例字
- 虍
  - 2:虎、3:虐、4:虔、5:處（処→几部3）、6:虛（虚5）・虜（虜7）、7:虞（虞・虞）・虧・號（号→口部2）